# Àtic (filòsof)
Àtic (grec antic: Ἀττικός, llatí: Atticus) fou un filòsof platònic grec que va viure al segle ii, en temps de Marc Aureli. Eusebi va conservar extractats alguns dels seus escrits en els quals defensa la filosofia platònica contra Aristòtil.